# Le Faouët (Côtes-d'Armor)
Le Faouët é uma comuna francesa na região administrativa da Bretanha, no departamento Côtes-d'Armor. Estende-se por uma área de 7,58 km². Em 2010 a comuna tinha 409 habitantes (densidade: 54 hab./km²).